# Blatnica (Słowacja)
Blatnica (w latach 1927–1946 Turčianska Blatnica) – gmina wiejska (obec) na Słowacji, w powiecie Martin, w kraju żylińskim. Miejscowość leży u podnóża Wielkiej Fatry, u wylotu dolin Blatnickiej i Gaderskiej. Jest uznawana za najstarszą miejscowość rejonu Turiec.

## Historia
Pierwsze ślady ludzkie w tej okolicy sięgają okresu chalkolitu. Podczas wykopalisk archeologicznych znaleziono rzeczy z epoki brązu i czasów rzymskich oraz resztki słowiańskiej osady z VIII i IX wieku, która mogła wchodzić w skład Księstwa Nitrzańskiego.
Blatnicę po raz pierwszy wzmiankowano w 1230 jako Blathnicha (później pojawiają się jeszcze nazwy – Blatnicze w 1323, Plathnicha w 1361), a pobliski zamek wybudowano pod koniec XIII wieku (po najeździe Tatarów). W późniejszych wiekach mieszkańcy Blatnicy, podobnie jak ludność innych wsi w Turcu, zaczęli trudnić się olejkarstwem i szafranictwem. Po 1808 przyłączono sąsiednie miejscowości: Sebeslavce oraz Svätý Ondrej.
W 1910 w Blatnicy żyło 1057 mieszkańców, w większości Słowaków.
W 2001 na 861 mieszkańców 99% stanowili Słowacy. Większość mieszkańców (53,54%) była wyznania ewangelickiego – jest to jedna z niewielu gmin słowackich, w której nie przeważają katolicy. 32,06% mieszkańców było wyznania rzymskokatolickiego, a 0,35% greckokatolickiego.

## Atrakcje turystyczne
Wieś położona jest wzdłuż Blatnickiego Potoku. Wśród zabudowy dominują zabytkowe domy z charakterystycznymi bramami prowadzącymi na wewnętrzne podwórze, będącymi świadectwem dawnej zamożności mieszkańców.
W Blatnicy są również:
- dwa kasztele – barokowo-klasycystyczny z I połowy XVIII wieku oraz późnobarokowy z końca XVIII wieku
- zamek Blatnica – 2 kilometry od centrum wsi
- kościół ewangelicki z lat 1785–1786 (wieżę dobudowano w XIX wieku)
- kościół katolicki, pierwotnie gotycki z XIV wieku, przebudowany na klasycystyczny w wieku XIX,
- Muzeum Karola Plicki, słynnego fotografika i filmowca dokumentalisty (w tzw. Dworze Pronay'ów)
- stary młyn wodny

Z miejscowości wychodzi kilka znakowanych szlaków turystycznych w pobliskie doliny i góry.

## Galeria zdjęć

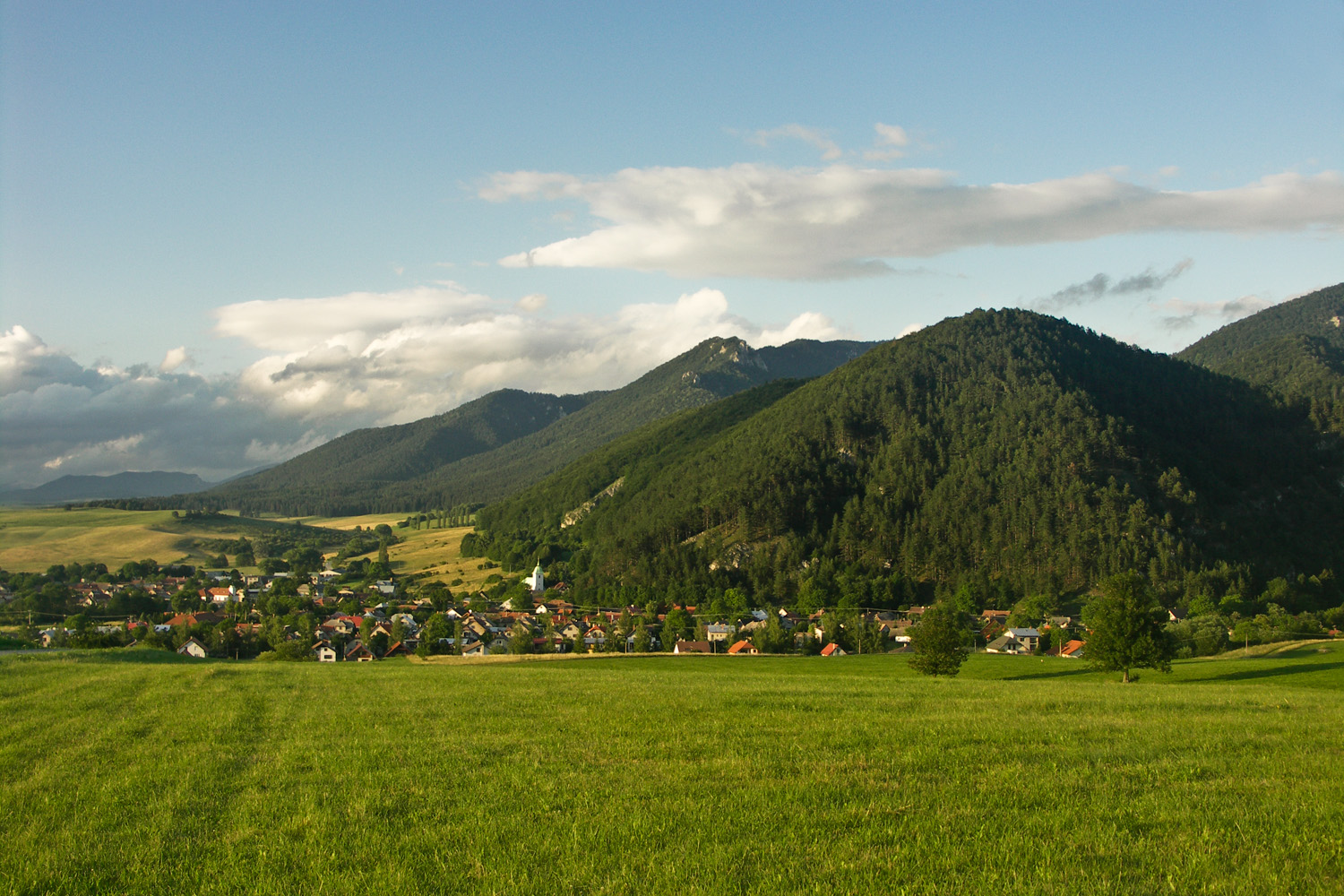
Widok na wioskę
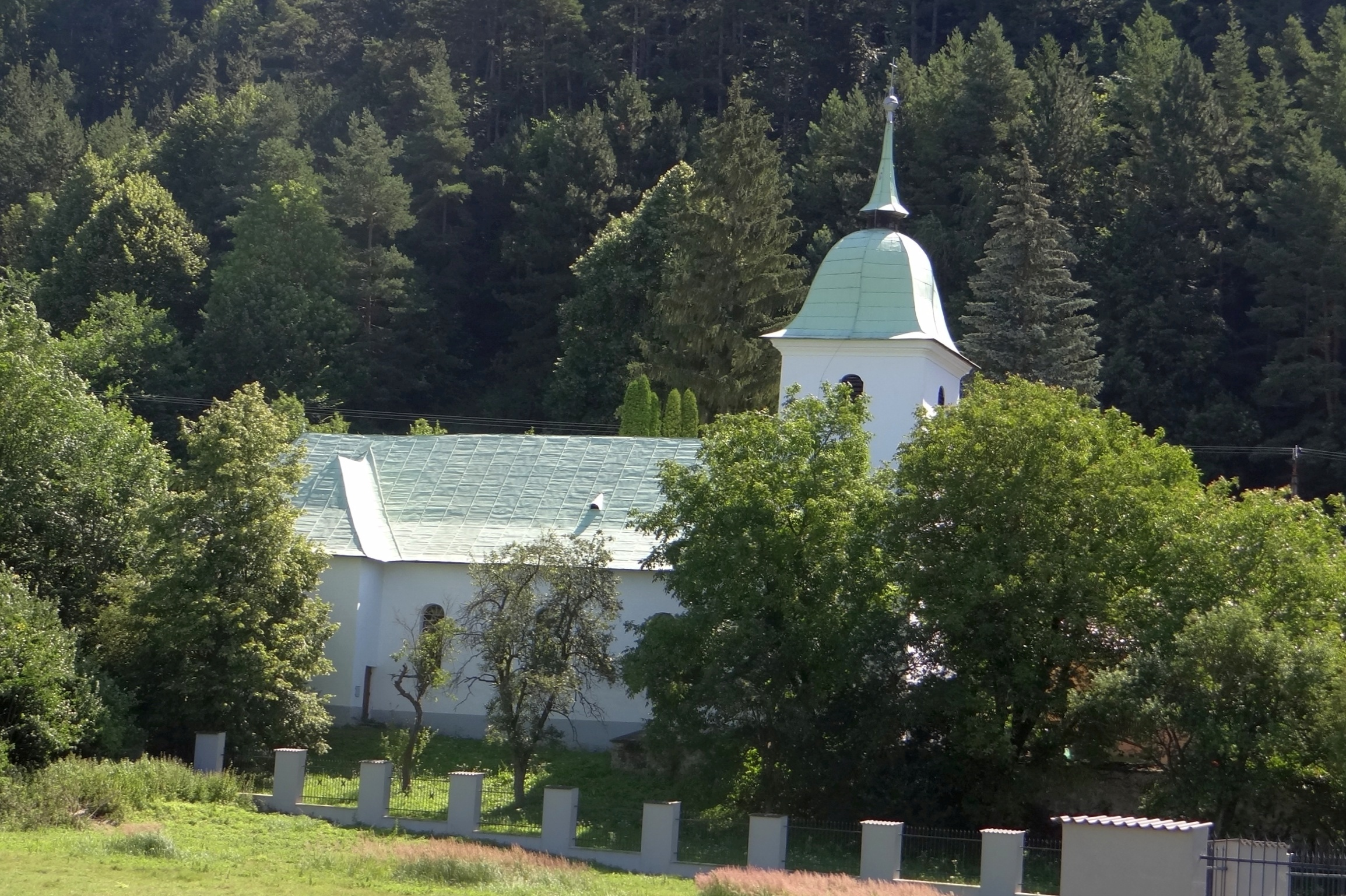
Kościół ewangelicki
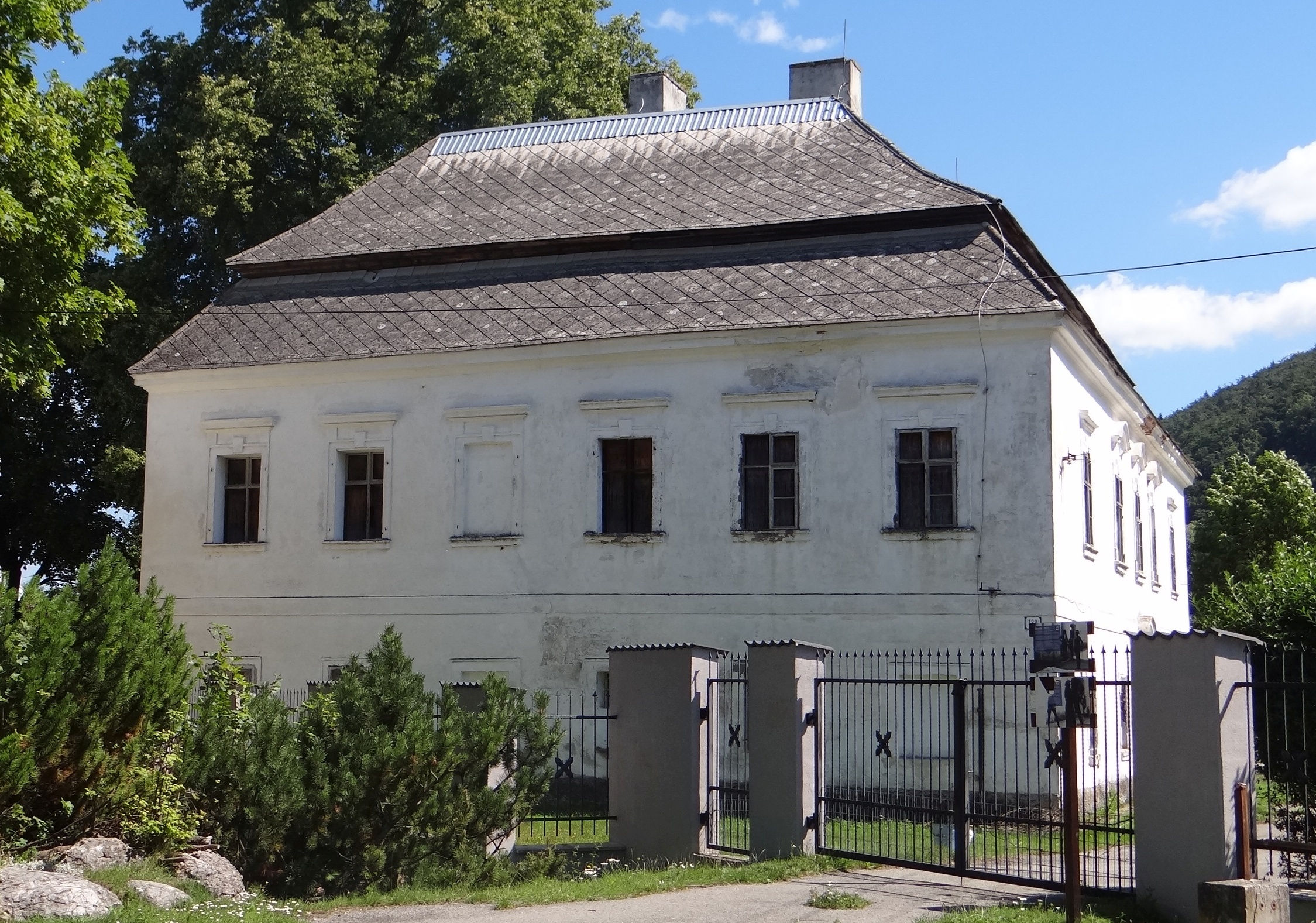
Późnobarokowy kasztel
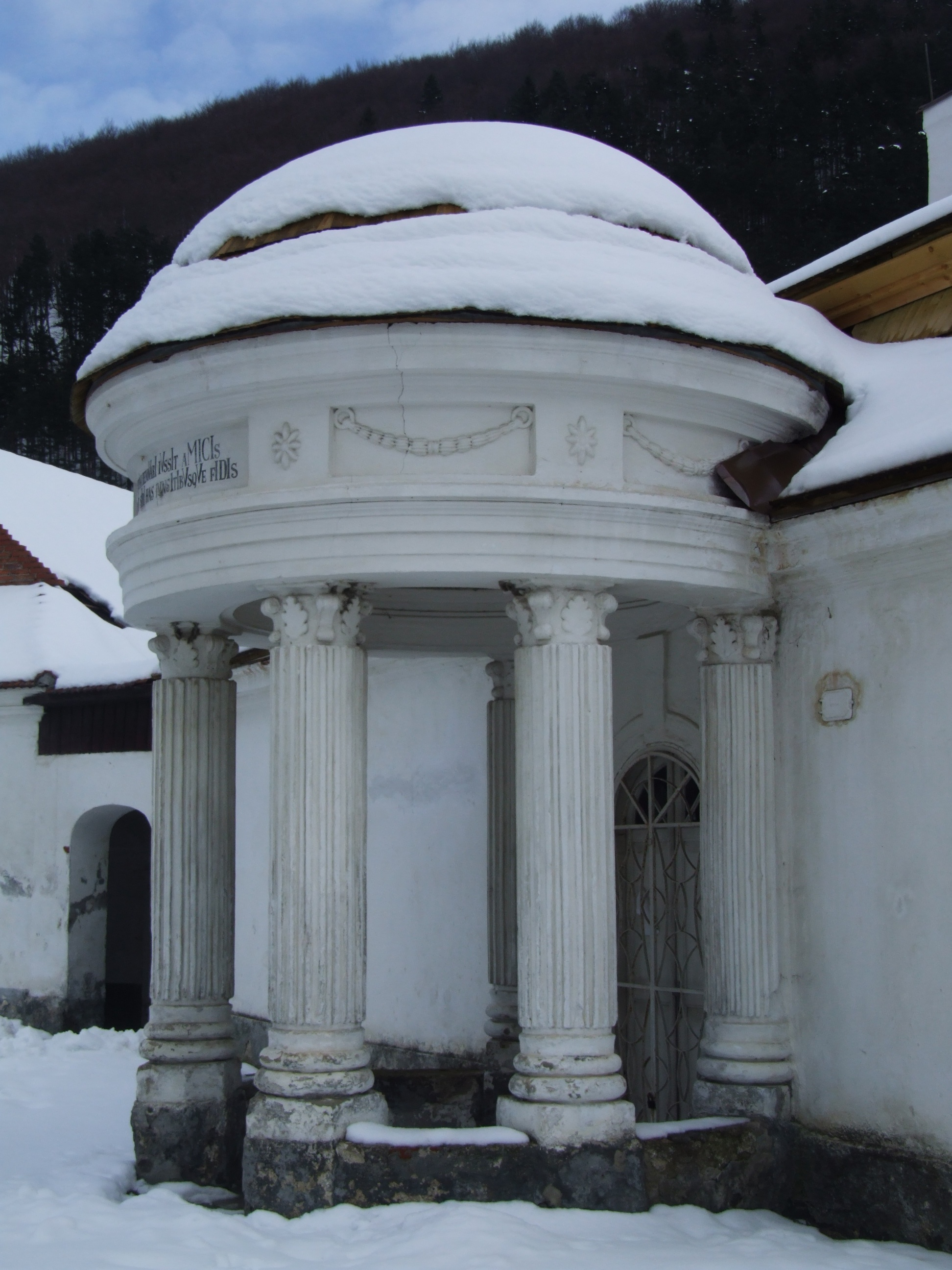
Wejście do muzeum, mieszczącego się w barokowo-klasycystycznym kasztelu
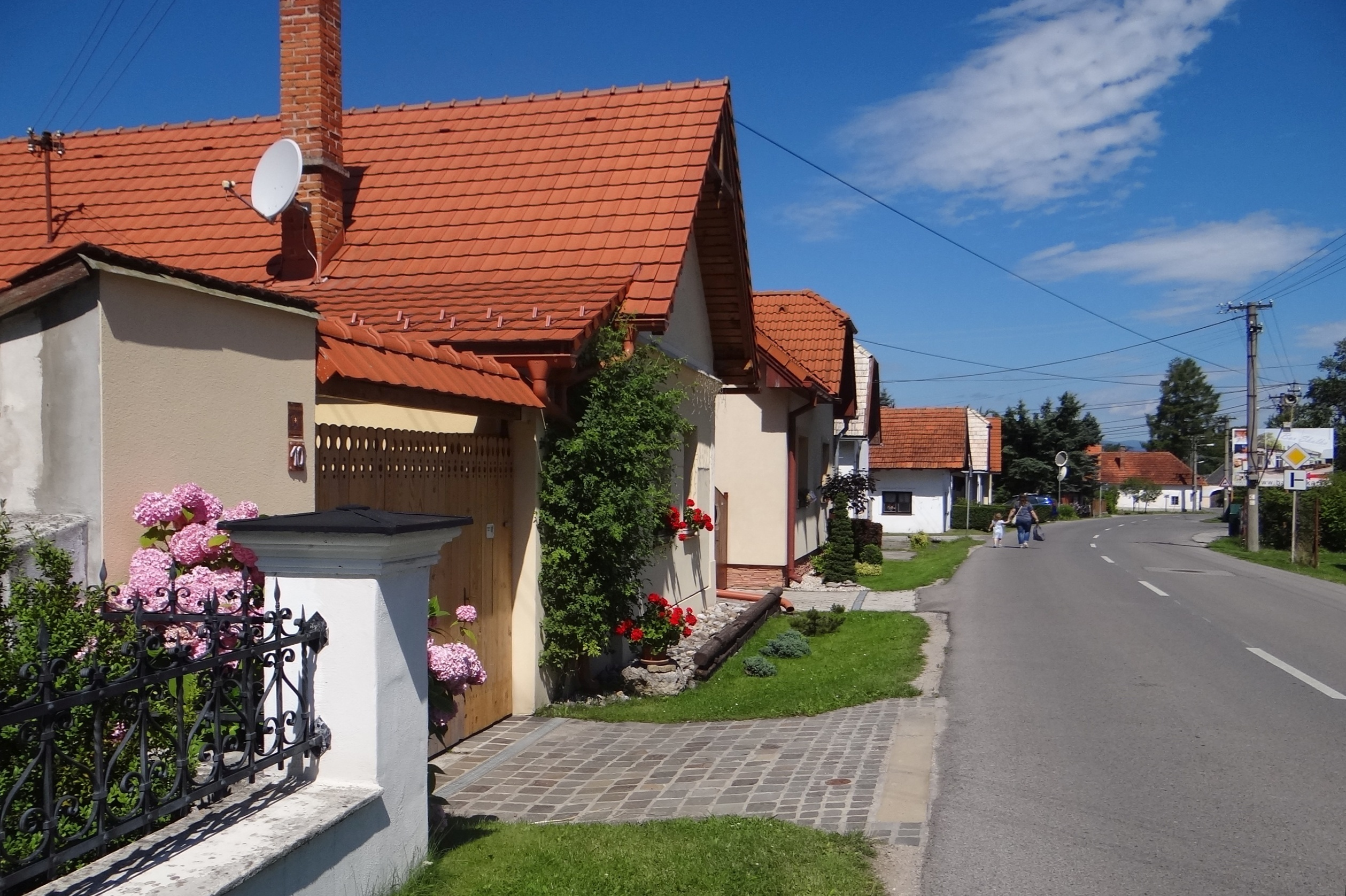
Jedna z ulic
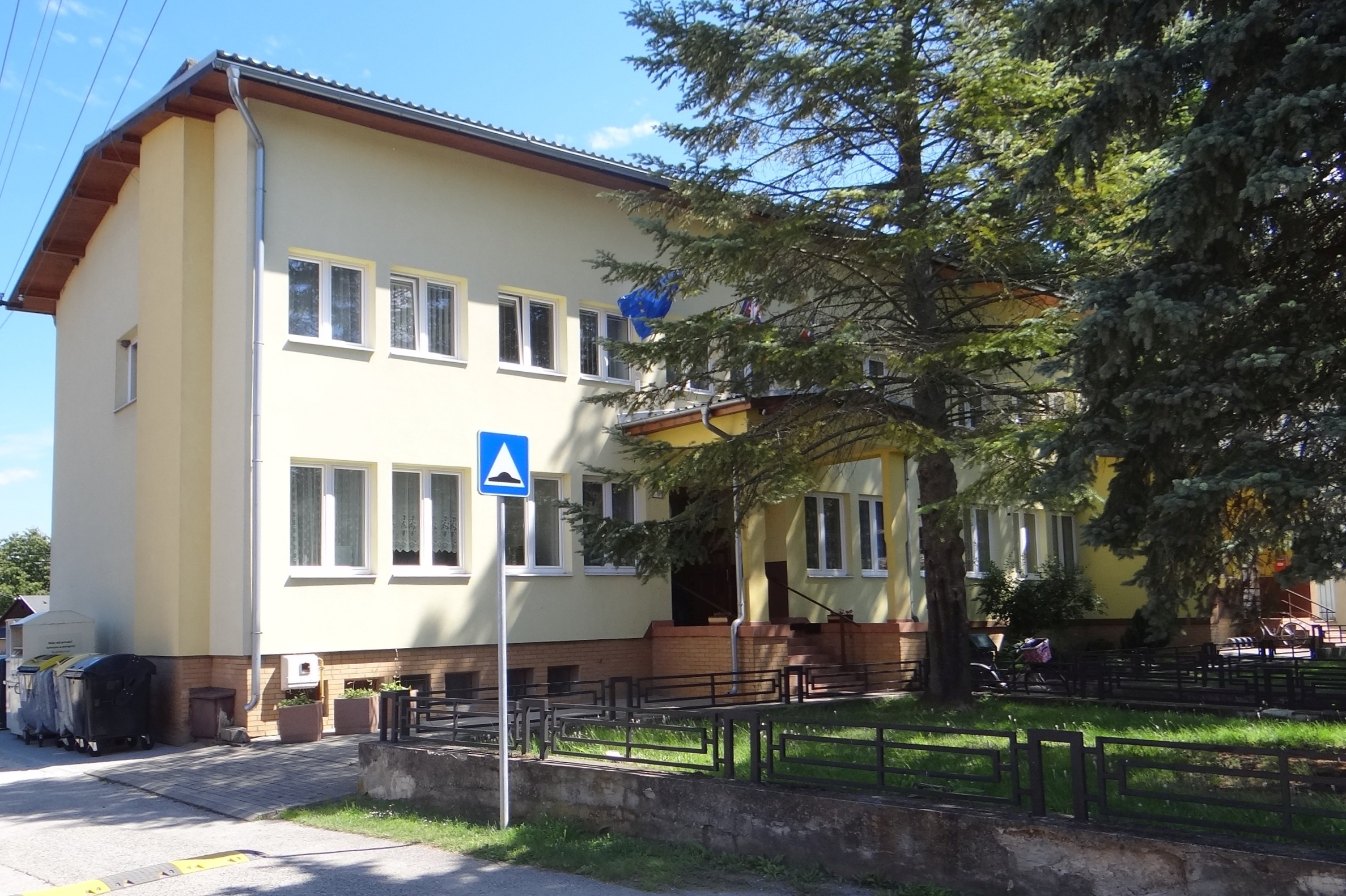
Budynek urzędu gminy